# Zdeboř
Zdeboř je samota asi jeden kilometr od Hostišova u Votic v okrese Benešov. Nachází se 3 km na jih od centra Votic. V roce 2009 zde byly evidovány dvě adresy. Zdeboř leží v katastrálním území Hostišov o výměře 4,61 km².

## Historie
První písemná zmínka o vesnici pochází z roku 1414.

## Další fotografie

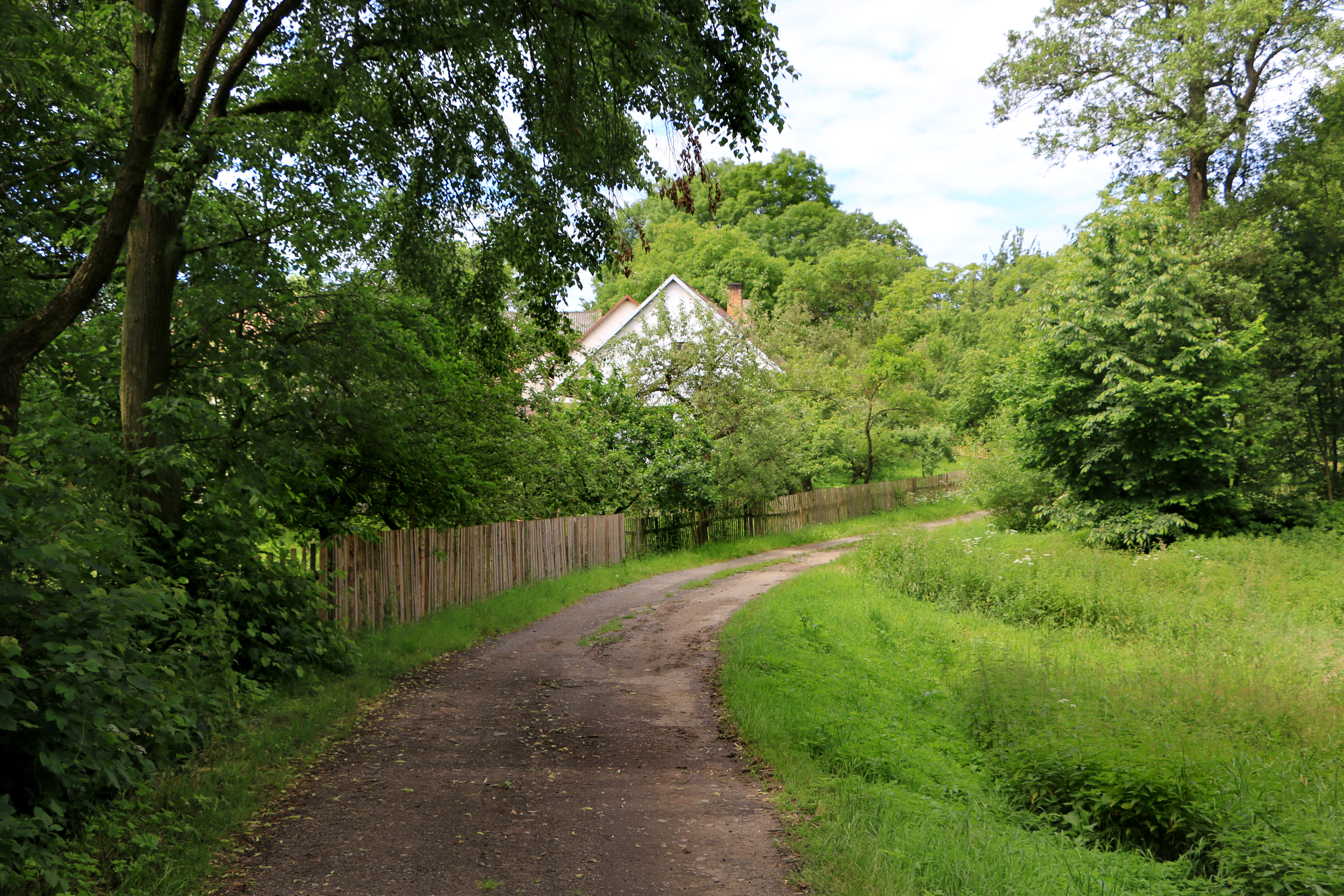
Příjezd k vesnici
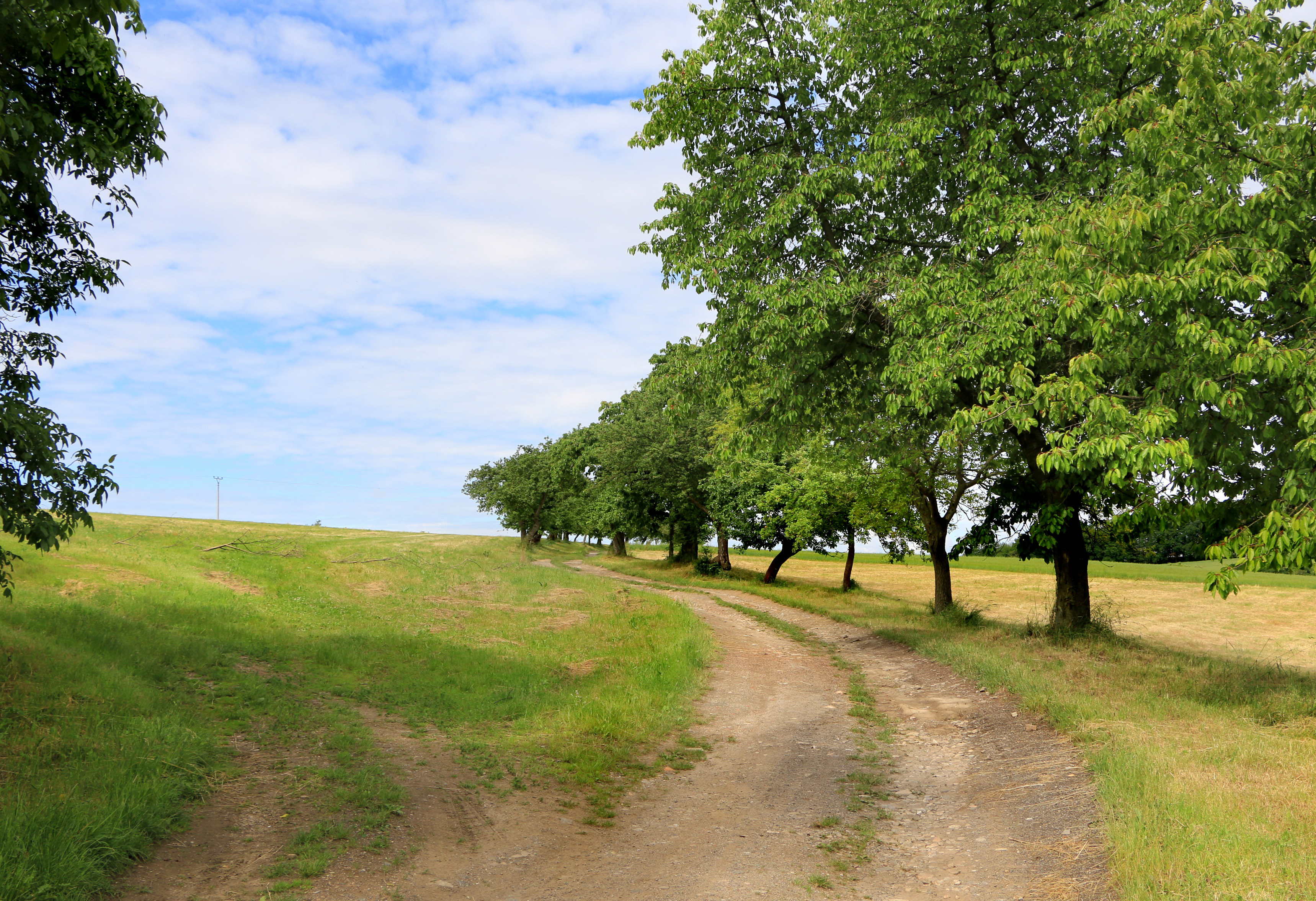
Polní cesta k Radotínku
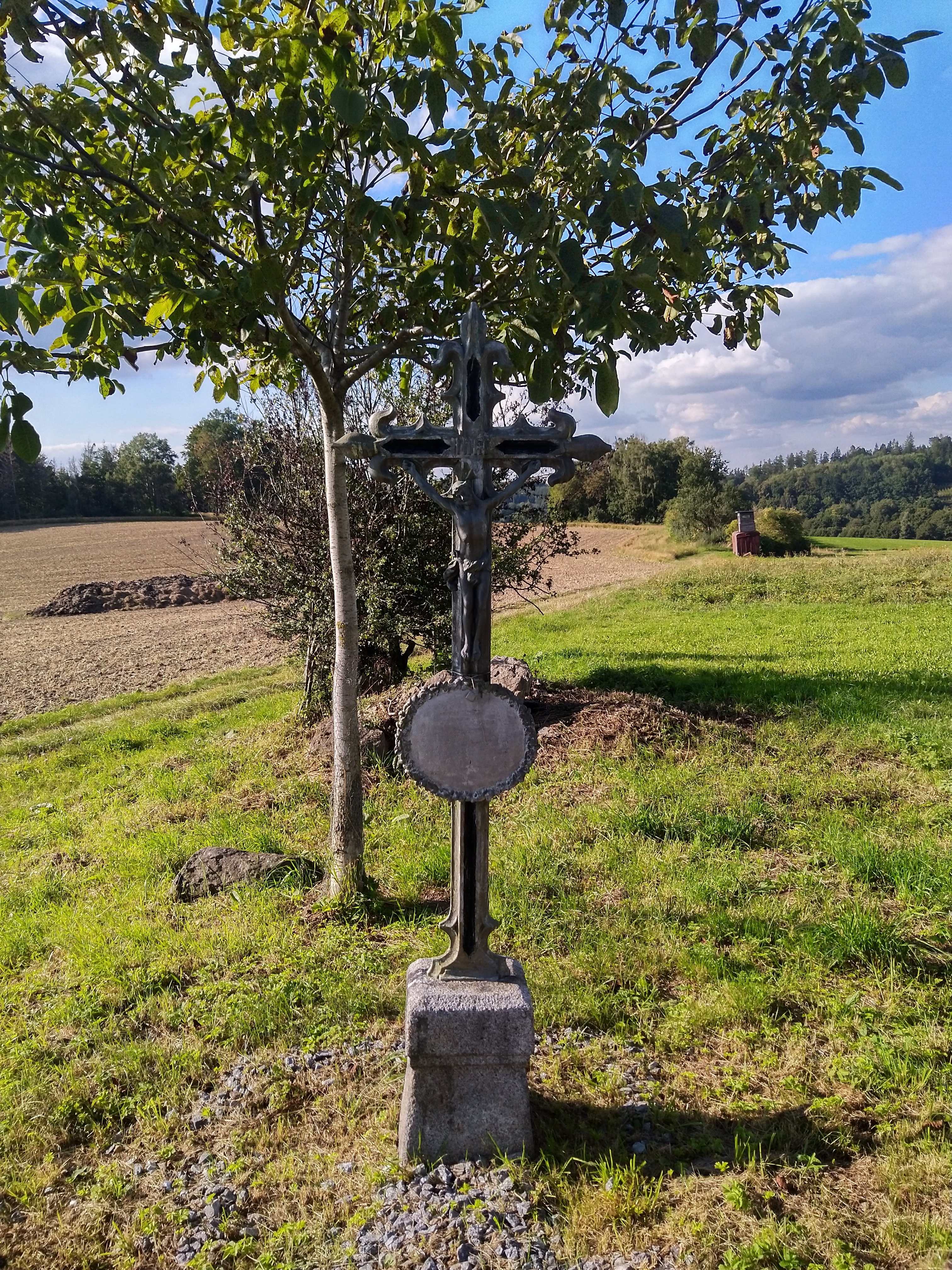